# San Ysidro (condado de Doña Ana)
San Ysidro es un lugar designado por el censo ubicado en el condado de Doña Ana en el estado estadounidense de Nuevo México. En el Censo de 2010 tenía una población de 2090 habitantes y una densidad poblacional de 305,09 personas por km².

## Geografía
San Ysidro se encuentra ubicado en las coordenadas 32°21′24″N 106°48′46″O / 32.35667, -106.81278. Según la Oficina del Censo de los Estados Unidos, San Ysidro tiene una superficie total de 6.85 km², de la cual 6.85 km² corresponden a tierra firme y (0%) 0 km² es agua.

## Demografía
Según el censo de 2010, había 2090 personas residiendo en San Ysidro. La densidad de población era de 305,09 hab./km². De los 2090 habitantes, San Ysidro estaba compuesto por el 80.1% blancos, el 0.77% eran afroamericanos, el 1.44% eran amerindios, el 0.43% eran asiáticos, el 0% eran isleños del Pacífico, el 13.54% eran de otras razas y el 3.73% pertenecían a dos o más razas. Del total de la población el 52.58% eran hispanos o latinos de cualquier raza.